# Atiu
Atiu (auch Enuamanu genannt) ist die drittgrößte der in Polynesien gelegenen Cookinseln, zu deren südlicher Gruppe sie gehört. Die Insel liegt etwa 215 km nordöstlich der Hauptinsel Rarotonga, hat eine Fläche von 26,9 km² und erreicht im zentralen Plateau eine Höhe von 72 m. Auf Atiu leben 382 Einwohner (Stand 2021) in fünf Dörfern. Die Einwohnerzahl sinkt aufgrund von Auswanderung nach Neuseeland und Australien rapide. In der Mitte des vorigen Jahrhunderts lebten weit mehr als 1000 Menschen auf der Insel, zum Zensus 1996 hatte Atiu noch 956 Bewohner.
Atiu ist wie die benachbarten Inseln Mauke und Mitiaro ein gehobenes Atoll. Dessen Entwicklung begann vor etwa 11 Millionen Jahren, als über einem Hotspot in der Erdkruste ein unterseeischer Vulkan entstand, der allerdings erlosch, bevor er die Meeresoberfläche erreichen konnte. Infolge tektonischer Bewegungen des Meeresbodens wurde dieser im Laufe eines Zeitraumes von 8 Millionen Jahren mitsamt dem erloschenen Vulkan (dem heutigen Atiu) angehoben, sodass das unter der Oberfläche gelegene Korallenriff schließlich aus dem Wasser auftauchte. Die Hebung hält bis in die Gegenwart mit einer Rate von etwa 0,2 mm pro Jahr an.
Die Insel besteht fast ausschließlich aus Korallengestein mit nur wenigen Taschen fruchtbaren Bodens, auf dem Landwirtschaft möglich ist.
Atiu ist über den Flugplatz Atiu im Norden mit Air Rarotonga von der Hauptinsel aus erreichbar.